# Улица Печатника Григорьева
У́лица Печа́тника Григо́рьева — улица в Центральном районе Санкт-Петербурга. Проходит от Остропольского переулка до улицы Тюшина.

## История
С 1821 по 1835 год — Глухой переулок.
C 1828 года — Сайкин переулок. Назван в честь домовладельца.
В «Описании Санкт-Петербурга…» Ивана Пушкарёва (1839 год) расположение Сайкина переулка описывается так: «От Лиговского канала, у Разъезжего моста, до Боровой улицы».
На двух городских планах второй половины XIX века в названии переулка встречаются опечатки. Так, на плане 1860 года обозначен Савкин переулок, а на плане 1884 года — Самкин.
Современное название дано 17 января 1920 года в честь Н. С. Григорьева, участника штурма Зимнего дворца и Гражданской войны, убитого в боях с войсками Юденича и похороненного на Марсовом поле.

## Объекты
- дом 6 — бизнес-центр «Круг»
- дом 17 — школа № 293
- дом 18 — фабрика «Большевичка»
- дом 19 — бизнес-центр «Stels»